# Mesophthirus engeli
Mesophthirus engeli — викопний вид комах, єдиний у родині Mesophthiridae, яка близька до пухоїдів і вошей. Описаний у 2019 році. Існував у пізій крейді (99 млн років тому). Живився пір'ям динозаврів.

## Назва
Вид названо на честь американського палеоентомолога Майкла Енджела.

## Рештки
Рештки комах виявлено у 2019 році в бірманському бурштині разом з фрагментом пір'я динозавра. У шматочку бурштину збереглися чотири комахи на пір'ї, а ще п'ять біля нього. Саме перо показує ознаки пошкодження, які, за словами команди, відповідають жуванню комахи. Всі знайдені комахи були німфами (незрілою стадією розвитку комах). В них були крихітні безкрилі тіла завдовжки 0,14−0,23 мм, міцні частини рота з принаймні чотирма зубами і короткі, міцні вусики. За оцінками, в дорослій фазі комахи досягли близько 0,5 мм завдовжки. Ніжки з одним коготком.
Фрагмент виявленого пір'я завдовжки близько 13 мм, належав якомусь з видів целурозаврів.